# Europäischer Nationalitätenkongress
Der Europäische Nationalitätenkongress (ENK – engl.: European Congress of Nationalities; frz.: Congrès européen de la nationalité; span.: Congreso Europeo nacionalidad) war eine Nichtregierungsorganisation, die 1925 von Vertretern nationaler Minderheiten in Europa gegründet wurde und bis 1938 bestand. Während dieser Zeit fanden unter der gleichen Bezeichnung jährliche Tagungen statt, zu denen sich Delegierte aus bis zu 33 europäischen Ländern versammelten. Ziel des Interessenverbundes war der Schutz und die völkerrechtliche Anerkennung ethnischer Minderheiten als Rechtssubjekt. Der ENK hatte Beobachterstatus beim Völkerbund. Sein Hauptsitz und Sekretariat befand sich anfangs in Genf und wurde am 1. April 1927 nach Wien verlegt.
Als offizielle Nachfolgeorganisation versteht sich die Föderalistische Union Europäischer Nationalitäten, welche heute einen Teilnehmenden Status beim Europarat und einen Konsultativen Status bei den Vereinten Nationen besitzt.

## Gründung und Struktur

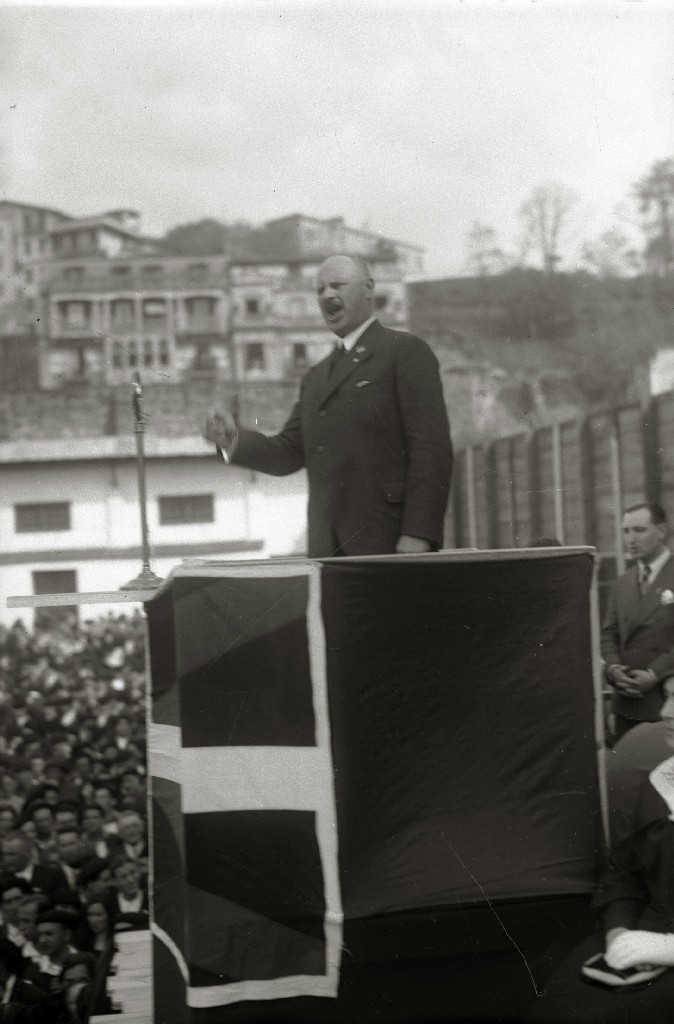
Ewald Ammende auf einer Kundgebung der Basken 1933 in Donostia-San Sebastián

Der Gründungskongress fand am 15. und 16. Oktober 1925 mit 45 Delegierten aus zwölf europäischen Ländern in Genf statt. Zum Präsidenten wurde der Slowenienitaliener  Josip Wilfan und zum geschäftsführenden Generalsekretär der Deutschbalte Ewald Ammende gewählt. Weitere Mitglieder des Präsidiums waren zeitweise der Ungar-Tschechoslowake Geza von Szüllö, der Zionist Jitzchak Gruenbaum, der Deutschbalte Paul Schiemann sowie Stanislaus Graf von Sierakowski vom Bund der Polen in Deutschland. Seine Hauptaufgabe sah der ENK in der Förderung eines einvernehmlichen Zusammenlebens der Völker und in der Friedenswahrung. Im Gründungsstatut war dazu festgehalten:
„In den Staaten Europas, in deren Grenzen auch andere nationale Volksgruppen leben, soll jede nationale Volksgruppe berechtigt sein, in eigenen öffentlich-rechtlichen Körperschaften, je nach den besonderen Verhältnissen, territorial oder personell organisiert, ihr Volkstum zu pflegen und zu entwickeln. In diesem Recht der Selbstverwaltung erblicken die Delegierten einen Weg, um die loyale Zusammenarbeit aller, der Minderheiten und Mehrheiten, reibungslos zu gestalten und um die Beziehungen der Völker Europas zu verbessern.“
Allein bis 1926 traten Minderheitengruppen aus 20 Ländern als ständige Mitglieder dem Verbund bei, der damit die Interessen von 40 Millionen Angehörigen nationaler Minderheiten in Europa repräsentierte. An den jährlichen Kongressen nahmen bis 1930 regelmäßig mehr als 200 Vertreter teil, darunter 74 deutsche und 25 jüdische Repräsentanten. Die nächstgrößeren Gruppen waren die Katalanen und die Ukrainer mit jeweils 17 Delegierten, gefolgt von den Ungarn (16), Russen (13), Polen (11) und Tschechen (8). Die übrigen Ethnien hatten einen bis sechs Delegierte. Jedoch verfügte in den Plenarsitzungen des Kongresses jede nationale Gruppe nur über eine Stimme. An den Tagungen nahmen stets zahlreiche ausländische Journalisten teil. Seinen Höhepunkt hatte der Kongress 1929 mit Teilnehmern aus 33 europäischen Ländern erreicht.
Von Anbeginn wirkten jüdische Organisationen bei der Arbeit des Nationalitätenkongresses mit. Ausdrücklich das im ENK vertretene Comité des Délégations Juives verstand Angehörige des Judentums als Ethnie und kämpfte für die Anerkennung der Juden als eigenständige Nation. Überwiegend polnische und andere osteuropäische Juden vertraten diese Ansicht, britische und französische Juden lehnten derartige nationale Forderungen größtenteils ab. Auch die Mehrheit der deutschen Juden betrachtete sich nicht als eine nationale Ethnie, sondern zu jedem Zeitpunkt als Deutsche. Selbst 1933, als der ENK seine Bestürzung über die Behandlung der Juden in Deutschland öffentlich zum Ausdruck brachte und den deutschen Juden nahelegte, sich ab sofort als nationale Minderheit zu verstehen, lehnten deutsche Juden die Einforderung entsprechender Minderheitenrechte ab.
Neben der Lobbyarbeit beim Völkerbund sowie in einzelnen Ländern, unterstützte der ENK finanziell in verschiedenen europäischen Staaten Zeitungen und Zeitschriften für Minderheitengruppen. Zudem erarbeitete er Denkschriften über Minoritätenrechte in den nach dem Ersten Weltkrieg neu erstandenen oder in ihren Grenzen teilweise stark veränderten Staaten in Ostmittel-, Südost- und Osteuropa. Darin war das Prinzip des kulturellen Nationalitätenrechts auf der Grundlage von Gruppenautonomie festgeschrieben. Große Energie wurde darauf verwandt, Minderheitenrechte in den jeweiligen Verfassungen der einzelnen Staaten zu verankern. So konnte der ENK beispielsweise für jüdische Minderheiten in mehreren Ländern die rechtliche Anerkennung des Sabbats, das Betreiben eigener Schulen, oder die Möglichkeit für Juden sonntags zu arbeiten, durchsetzen. Als Vorbildstaaten galten Estland und Lettland, die in ihren Verfassungen nationalen Minderheiten eine weitgehende sprachliche und kulturelle Autonomie gewährten. Auch die deutsche Minderheit in Dänemark konnte Erfolge verbuchen, von denen Johannes Schmidt-Wodder als deutscher Abgeordneter für die Schleswigsche Partei im dänischen Folketing vertreten war. Allein die Schaffung des Minoritätenstatus und der damit verbundenen Anerkennung kultureller Eigenartigkeiten stellten für die ENK-Vertreter Fortschritte dar.
Zur Durchsetzung der Minderheitenrechte verfügte der Nationalitätenkongress lange Zeit über erhebliche finanzielle Mittel, die aus Mitgliedsbeiträgen der einzelnen nationalen Minderheitenverbände aufgebracht wurden. Von den „Wirtsländern“ erhielten die Minderheiten grundsätzlich keine finanzielle Unterstützung, umso mehr jedoch von den jeweiligen nationalen „Mutterländern“. Dadurch gelang es unter anderem einigen Staaten, die (noch) nicht Mitglied im Völkerbund waren, Einfluss auf Entscheidungen des Völkerbundrats zu nehmen, der überwiegend die Interessen der Völker nach dem Nationalstaatsprinzip vertrat.

## Assimilation oder Entnationalisierung
Mehrere europäische Regierungen versuchten, den ENK politisch zu beeinflussen. Beispielsweise bereitete das Außenministerium in Warschau regelmäßig die Kongressteilnehmer polnischer Minderheitengruppen sorgfältig vor. Deren Taktik bestand darin, alle für den polnischen Staat als ungünstig anzusehende Projekte, vornehmlich in der Frage der Kulturautonomie der deutschen und russischen Minderheiten, zu verhindern. So trugen polnische Delegierte dazu bei, dass Anträge über Situationsbesprechungen oder die Umbenennung des ENK in „Verband der nationalen Minderheiten in Europa“ sowie die Vorlage bestimmter Minderheitenstatistiken abgelehnt wurden.
Nachweislich erfolgten derartige Einmischungen auch seitens der deutschen, tschechoslowakischen und sowjetischen Regierungen. Bereits 1924 erklärte sich Deutschland unter Gustav Stresemann zur Schutzmacht der deutschen Minderheiten im Ausland. Das Auswärtige Amt versuchte, über den Verband der deutschen Minderheiten in Europa Einfluss auf den ENK zu nehmen, was jedoch bis 1932 abgewehrt werden konnte. Der Verband der deutschen Minderheiten in Europa wurde 1929 auf Betreiben des Auswärtigen Amtes in Verband der deutschen Volksgruppen in Europa umbenannt. Diese Vereinigung ist vom Verband der nationalen Minderheiten in Deutschland zu unterscheiden, dessen Interessen der ENK ebenfalls vertrat.
Tatsächlich nahmen spätestens ab 1928 in vielen Ländern die kulturelle und ökonomische Unterdrückung der Minderheiten extrem zu. Ewald Ammende erklärte im September 1931 auf dem VI. Europäischen Nationalitätenkongress, dass zwischen „drei Arten von Beeinträchtigungen“ unterschieden werden kann:
1. Die konsequent durchgeführte und offen zugegebene Entnationalisierung, die darauf abziele, Minderheiten auszurotten oder auf andere Weise zu vernichten.
2. Die theoretische Anerkennung von Minderheitsrechten, die formell in mehreren Verfassungen europäischer Staaten zum Ausdruck kommen, aber in der Praxis faktisch nicht umgesetzt werden.
3. Die vollständige Negation der Existenz von Minderheiten.[8]

Nach ENK-Untersuchungen waren in den meisten Ländern jede der drei Arten vertreten. Als Beispiel der Entnationalisierungspolitik führte der ENK wiederholt die Tschechoslowakei (ČSR) auf. Dieser 1918 von den Siegermächten des Ersten Weltkriegs künstlich erschaffene Staat war de facto ein Vielvölkerstaat. Er stellte sowohl politisch als auch konfessionell ein heterogenes Gebilde dar, welches nur aus Minderheiten bestand. Bei einer Volkszählung 1922 wurde ein Bevölkerungsanteil von Tschechen (37,3 %), Sudetendeutsche (23,4 %), Slowaken (14,7 %), Mährer (13,5 %); Ungarn (5,6 %), Ruthenen (3,5 %), Polen (0,6 %) sowie Rumänen, Ukrainer und Juden ermittelt. Die Zwangsassimilation war in der ČSR eine Staatsdoktrin und in der Verfassung verankert. Damit wurden sämtliche Ethnien unterdrückt und einem Tschechoslowakismus unterworfen, ohne den es in der Tschechoslowakei überhaupt keine Staatsnation gegeben hätte. Eine ähnliche Vorgehensweise erfolgte beispielsweise auch im neu entstandenen SHS-Staat sowie in Deutschland ab 1936 gegenüber Minderheiten wie den Sorben, was der ENK ebenfalls aufs Schärfste verurteilte.

## Aufklärung und Kampagnen
Anfangs lobte der ENK ausdrücklich die Sowjetunion für das in ihrer Verfassung festgeschriebene Modell der Unionsrepubliken. Schnell wurde jedoch klar, dass die betreffenden Völker von einer wirklichen Autonomie weit entfernt waren. Gerade in Russland stellte der Nationalitätenkongress zunehmend eine Entnationalisierung fest, die darauf abziele, Minderheiten auszurotten oder auf andere Weise zu vernichten. Bereits 1926 benannte Otto Junghann in einem Vortragsmanuskript vor allem die Ukraine als einen der gefährlichsten „Brennpunkte europäischer Minderheitenkonflikte“. Sehr früh erfuhren die ENK-Vertreter von der Vorgehensweise und den Ausmaßen der Hungerkatastrophe in der Sowjetunion 1932/33, speziell auch von Abgeordneten der Ukraine. Genauso erhielten sie Kenntnis über die Vorbereitung und Durchführung der Nasino-Deportationen, gingen jedoch mit der Nennung konkreter Zahlen vorsichtig um, weil vor Einführung der Inlandspässe selbst der sowjetischen Regierung genaue Einwohnerzahlen unbekannt waren. Ab Mitte 1932 sprach der ENK von „systematischen Mord durch Hunger in Russland“ und organisierte Hungerhilfen. Der Kongress versuchte mit allen Mitteln, das Thema in die Weltöffentlichkeit zu bringen, wurde aber dabei von verschiedenen Regierungen massiv behindert.

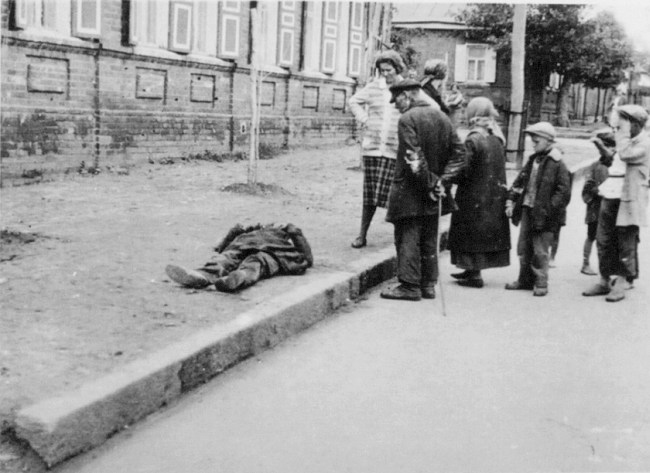
Alltag in Charkow; Bild aus der Ammende Sammlung im heutigen Innitzer-Archiv in Wien

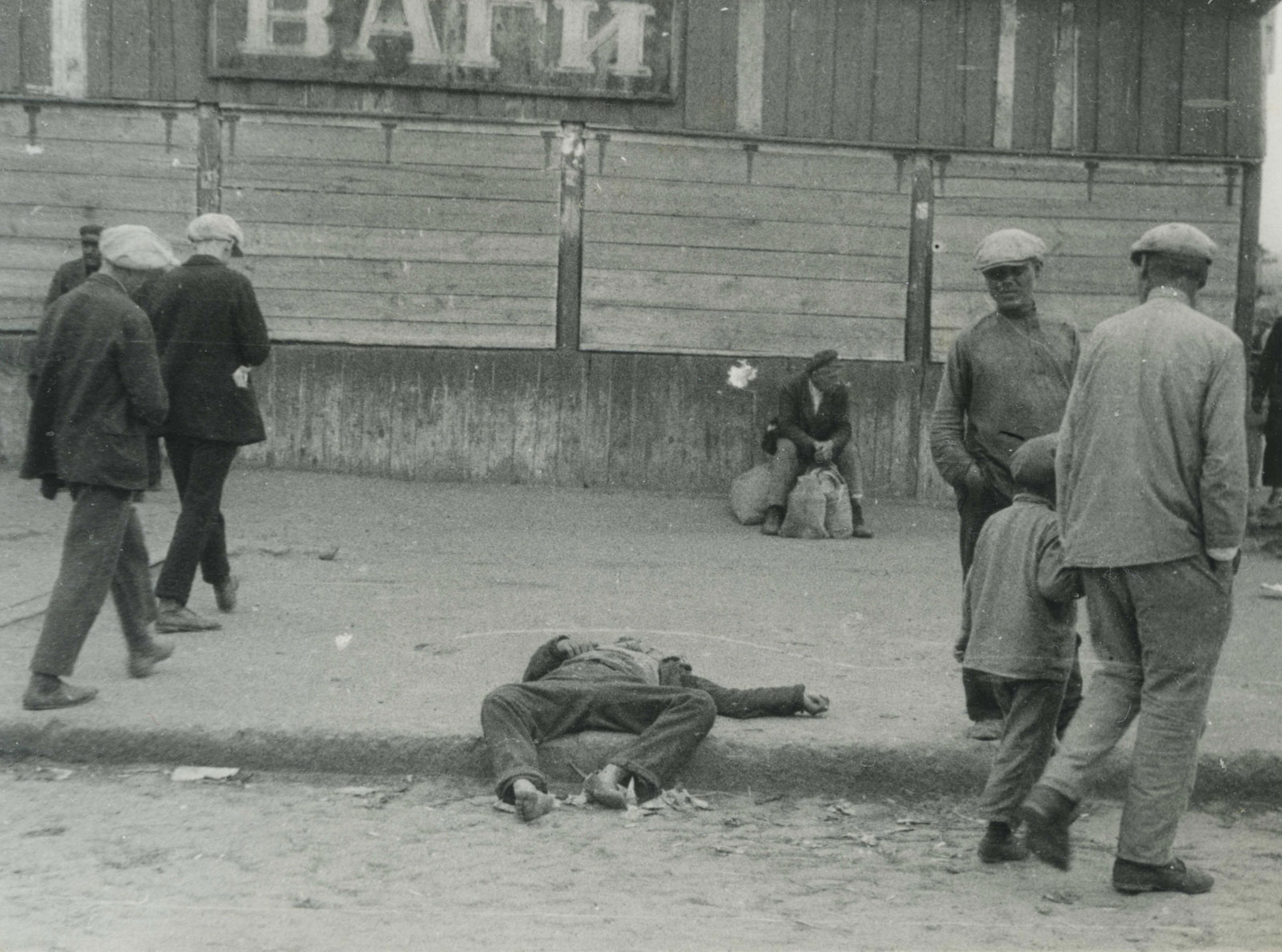
Alltag in Charkow; Bild aus der Ammende Sammlung im heutigen Innitzer-Archiv in Wien

Der ENK nutzte Zeitungen, Publikationen und Foren, um auf die „Völkervernichtung in der Sowjetunion“ hinzuweisen und warf der UdSSR direkt „die Ausrottung der Kulturbestrebungen aller Volksgruppen und Völker aus ideologischen Gründen“ vor. Zu dieser Zeit bemühte sich die sowjetische Regierung um Aufnahme in den Völkerbund und versuchte aktiv, das Geschehen in der Sowjetunion vor der Weltgemeinschaft zu verbergen. Unabhängig davon sprachen sich zu diesem Zeitpunkt mehrere westliche Staaten für die Aufnahme diplomatischer und wirtschaftlicher Beziehungen zur Sowjetunion aus. Besonders die USA versuchten ab Mitte 1932 eine negative Berichterstattung über die Sowjetunion zu vermeiden. Mit der diplomatischen Anerkennung der Sowjetunion, die zuvor die Äußere Mongolei annektierte, verletzten die USA den Briand-Kellogg-Pakt und ihre selbst gebastelte Stimson-Doktrin. Andere westliche Länder wie Frankreich oder Großbritannien folgten den USA und nahmen Anfang 1933 diplomatische und wirtschaftliche Beziehungen zur UdSSR auf. Vor diesem Hintergrund betrachteten mehrere Staaten die Veröffentlichungen des Europäischen Nationalitätenkongresses über die Folgen der sogenannten Hungerexporte nebst der Hungertoten als Hetze und Propaganda.
Nachweislich stand der ENK seit 1931 mit dem American Friends Service Committee sowie anderen Minderheitenverbänden in den USA und Kanada in Kontakt, um deren Vertreter von der Gründung eines weltweiten Nationalitätenkongresses zu überzeugen. Zwischen 1933 und 1936 versuchte Ewald Ammende auf diversen Reisen auch andere Kreise in Nordamerika für eine engere Zusammenarbeit und zu Hilfsmaßnahmen für die sowjetischen Hungergebiete gewinnen zu können. Dies brachte ihn und den ENK hauptsächlich mit der US-amerikanischen Regierung in Konflikt. Die sowjetische Regierung war über ihre Maulwürfe von den Bestrebungen des ENK bestens informiert. Schon im Vorwege gelang es der GPU geplante Aktionen und Veröffentlichungen zu verhindern oder zu diskreditieren.
So war der ENK unter anderem bereits 1932 in den Besitz von rund 600 Leica-Aufnahmen aus russischen Hungergebieten gekommen und hatte sich die Verwertungsrechte gesichert. Jedoch wurde erst 1935 ein Verlag gefunden, der bereit war, einen Teil der Bilder zu veröffentlichen. Im Auftrag des ENK verfasste Ewald Ammende das Buch Muss Russland hungern? Menschen- und Völkerschicksale in der Sowjetunion., welches 22 teilweise schockierende Fotos von Hungertoten enthielt. Nur der Braumüller-Verlag in Wien war bereit, das Buch zu veröffentlichen. Fairnesshalber informierte Ammende vor der Druckfreigabe die österreichische Regierung. Dem Leiter der politischen Abteilung im Außenamt, Theodor Hornbostel, war die Angelegenheit zu heikel, er befürchtete „Unannehmlichkeiten mit Sowjet-Russland“ wie „Repressionen gegen österreichische Staatsbürger in der UdSSR oder Handelshemmnisse“ – und plädierte für eine Veröffentlichung im Ausland. Genau das hatte der ENK bereits von anderen Regierungen als Antwort erhalten.
Zwischenzeitlich war jedoch Ewald Ammende, der auch ehrenamtlicher Geschäftsführer des „Interkonfessionellen und übernationalen Hilfswerkes seiner Eminenz des Kardinal Erzbischofs von Wien“ war, mit Kardinal Theodor Innitzer in Kontakt getreten, der die Veröffentlichung befürwortete. Im November 1935 brachte der damals dem Vatikan sehr nahestehende Braumüller-Verlag das Buch heraus. Eine überaus positive Rezension des Buches in der Wiener Tageszeitung Reichspost sorgte dann für seine Verbreitung. Die sowjetische Gesandtschaft kritisierte in einer offiziellen Note an das österreichische Außenamt umgehend, dass Wien „zu einem Zentrum der antisowjetischen Propaganda geworden“ sei und forderte „nötige Maßnahmen“ gegen die Verbreitung des Buches. Dazu war es jedoch zu spät, das Buch gelangte mit den Bildern im gesamten deutschsprachigen Raum in den Vertrieb und wurde europaweit in ENK-nahen Zeitungen vorgestellt. 1936 erschien es dann bei George Allen & Unwin in englischer Sprache unter dem Titel: Human life in Russia – und später in mehreren Neuauflagen bei John T. Zubal Books in Cleveland (Ohio).
Inhaltlich ist das Buch wegen seiner zeitgenössischen Beschreibung über den heute sogenannten Holodomor noch in der Gegenwart stark umstritten. Ammende stellte darin die systematische Vernichtung der ukrainischen Bauern und verschiedener Minderheiten in der Ukraine dar, wie der Polen, Ungarn, Rumänen, Juden, Weißrussen und Krimdeutschen. Obwohl bereits zum Zeitpunkt der Veröffentlichung Ewald Ammendes ablehnende Haltung gegenüber den Nationalsozialisten bekannt war, unterstellten die sowjetischen Behörden dem ENK, dass das Buch ein Werk nationalsozialistischer Propaganda sei. Diese Darstellung übernahmen in der Nachkriegszeit unter anderem DDR-Historiker und haben Eingang in die Gegenwartsliteratur gefunden. Einige Historiker gehen soweit, die gesamte internationale Kampagne des ENK über die Hungertoten als Bestandteil der Antikominternpolitik des NS-Regimes zu bezeichnen. Dessen ungeachtet stammen nahezu alle Bilder, die heute bei Veröffentlichungen zum Holodomor verwendet werden, aus diesem Buch beziehungsweise der Ammende-Sammlung im heutigen Kardinal-Innitzer-Archiv.
Fünf Monate nach der Veröffentlichung des Buches starb Ewald Ammende am 15. April 1936 unter nicht geklärten Umständen in Peking, wo er sich mit Vertretern jüdischer Minderheiten aus Waldheim (Jüdische Nationale Oblast Fernost) treffen wollte. Fest steht lediglich, dass er im Deutschen Krankenhaus Peking verstarb. Nachrufe erschienen in vielen europäischen Zeitungen, in welchen sich die Angaben über die Todesursache zwischen Mord, Selbstmord, Herzanfall, Schlaganfall bis hin zum Zuckerschock bewegten. Nach seinem Tod übernahm sein Bruder, und seine rechte Hand, Erich Ammende als interimistischer Geschäftsträger für kurze Zeit die Leitung des ENK. Er überlebte seinen Bruder nur sieben Monate und starb in Wien, ebenfalls unter nicht geklärten Umständen. Nachfolger der Brüder Ammende und letzter Generalsekretär des Europäischen Nationalitätenkongresses wurde Baron Ferdinand von Uexküll-Güldenband (* 1890; † 1939). Dieser setzte die Aufklärung über die Vorkommnisse in der Sowjetunion im Auftrag des ENK mit speziellen Werken wie Die Nationalitätenfrage in der Sowjetunion oder Der Todesweg der Deutschen in der Sowjetunion fort.

## Niedergang und Auflösung
Dass der Niedergang des ENK auf eine zunehmende Einflussnahme des deutschen Auswärtigen Amtes zurückzuführen sei, wird in der neueren Forschung differenziert betrachtet. Genauso wie heute subventionierte schon damals die deutsche Regierung die deutschen Minderheitenverbände im Ausland nahezu vollständig und zu einhundert Prozent aus Steuermitteln. Unbestritten musste nach dem Ersten Weltkrieg das Deutsche Reich und Österreich-Ungarn die größten Gebiete abtreten. Dies führte dazu, dass sich rund 1,1 Millionen Deutsche innerhalb der Grenzen Polens, in der Tschechoslowakei 3,3 Millionen, in Estland, Lettland und Litauen 250.000, in Ungarn 477.000, in Rumänien 745.000 und in Jugoslawien 500.000 deutsche Minderheiten wiederfanden. Insofern stellten deutsche Minderheiten von 1925 bis 1937 mit durchschnittlich ein Drittel der Gesamtvertretung des Kongresses immer die größte zu vertretende Volksgruppe dar, welche von Anbeginn auch den weitaus größten Teil der finanziellen Mittel für den ENK aufbrachte.
Neben der deutschen und sowjetischen Einflussnahme wird in der neueren Historiografie besonders die polnische Politik auf dem Forum des Nationalitätenkongresses negativ beurteilt. Seit 1930 zeigte die polnische Regierung für den ENK kein Interesse mehr. Sie verzichtete sogar darauf, Beobachter nach Genf zu entsenden und bemühte sich erfolgreich, den Kongress von innen zu sprengen. Damit begann der Kampf vieler Minderheitenverbände gegen Mitgliederverluste in den eigenen Reihen. Einerseits verselbständigte sich der Prozess der Assimilation mehrerer Minderheiten wie die der Ruhrpolen nahezu ohne Zwang. Anderseits wanderten viele Minderheiten aus politischen oder wirtschaftlichen Gründen in ihre „Mutterländer“ oder andere Staaten aus. Dies betraf im großen Stil Deutsche, Russen und Juden, die in Polen lebten. Ein Drittel der Bevölkerungsschicht in Polen war nicht polnischsprachig und ab 1930 einer Verschärfung der Assimilationsbestrebungen ausgesetzt, die auf eine Polonisierung vor allem der ehemals preußischen Gebiete abzielte. Von der deutschen Minderheit in Polen wanderten bis 1933 bereits mehrere Hunderttausend Menschen nach Deutschland aus, was wiederum auch bei den deutschen Minderheitenverbänden in Polen zu Mitgliederverlusten führte. Dem Beispiel folgend, betrachteten sich unter anderem zunehmend ein großer Teil der Nordfriesen oder der Preußisch-Litauer von selbst als Deutsche, oder Elsässer und Deutsch-Lothringer als Franzosen. Auch mehrere jüdische Organisationen, allen voran in Polen, blieben bereits vor 1933 dem Kongress fern und gründeten 1936 eine eigenständige Vereinigung, den Jüdischen Weltkongress.
Zuvor hatte der ENK die jüdischen Verbände maßgeblich bei der Debatte über die Bernheim-Petition im Völkerbund unterstützt, was namentlich Ewald Ammende und Paul Schiemann, die sich ausdrücklich zu den internationalen Minderheitenorganisationen – nicht nur der deutschen – bekannten, bei den Nationalsozialisten in Misskredit brachte. Lediglich eine kleine Gruppe im ENK hinter Werner Hasselblatt stand den Nationalsozialisten ausgesprochen nahe; diese Gruppe nahm das Ausscheiden jüdischer Delegierter billigend in Kauf. Die Mehrheit der Kongressfunktionäre unterstützte jüdische Mitglieder und hoffte, den Bruch verhindern zu können. Letztlich blieben die Bemühungen erfolglos. Zum XIII. Europäischen Nationalitätenkongress, der Mitte Juli 1937 in London stattfand, waren nur noch 30 Vertreter nationaler Minderheiten aus zehn Staaten (Dänemark, Estland, Italien, Jugoslawien, Lettland, Österreich, Polen, Rumänien, Spanien, Tschechoslowakei) erschienen. Mit Ausnahme von Österreich und Spanien, handelte es sich dabei größtenteils um Vertreter deutscher Volksgruppen. Das Präsidium wies darauf hin, dass „die Minderheiten in nahezu allen Ländern wirtschaftlich schwer benachteiligt, zwischenzeitlich fast überall politisch entrechtet sowie einer intensiven Entnationalisierungspolitik ausgesetzt sind, und es dringend zu einer Entspannungspolitik kommen müsse“.
Nach der Konferenz von Évian und dem sich abzeichnenden Ausgang der Sudetenkrise erkannten die ENK-Vertreter, dass sie mit ihrer Politik und „Idee eines Europas ohne Widerstreit zwischen Staatszugehörigkeit und Volkszugehörigkeit“ gescheitert waren. In Stockholm fand im August 1938 der letzte Kongress statt. Danach stellten die Delegierten ihre Arbeit ein. Der letzte Generalsekretär des Europäischen Nationalitätenkongresses, Baron Ferdinand von Uexküll-Güldenband, wählte mit Beginn der im Hitler-Stalin-Pakt vereinbarten Zwangsumsiedlungen von Minderheiten, von denen er als Deutschbalte selbst betroffen war, am 8. Dezember 1939 in Wien den Freitod.

## Minderheitenzeitungen (Auswahl)
Ein Presseorgan besaß der ENK nicht. Zwar beschlossen die Delegierten auf der zweiten Nationalitätentagung 1926 in Genf die Herausgabe eines Bulletins als Periodikum in mehreren Sprachen, letztlich konnte dies aufgrund der hohen Herstellungs- und Vertriebskosten niemals realisiert werden. Vorangehend publizierten verschiedene nationale Minderheitenorganisationen für ihre Volksgruppen eigene Zeitschriften. Veröffentlicht wurden darin teilweise in wissenschaftlicher Form grundsätzliche Minoritätenfragen, Berichte über die Lage der einzelnen Minderheiten, Aufsätze über Minderheitenbewegungen, Empfehlungen von Büchern und Zeitschriften. Die Herausgabe dieser Publikationen unterstützte der Nationalitätenkongress redaktionell sowie teil- und zeitweise finanziell. Die bekanntesten Zeitungen, die den offiziellen Standpunkt des ENK widerspiegelten, waren:
- Nation und Staat: erschien deutschsprachig als 20-seitiges Heft 1 × monatlich von 1927 bis 1944 in allen europäischen Ländern mit deutschen Minderheiten; Redaktions- und Verlagssitz: Wien, ab 1933 Berlin; Herausgeber: Jakob Bleyer, Paul Schiemann, Jacob Robinson, Johannes Schmidt-Wodder u. a., ab 1933 Verband der deutschen Volksgruppen in Europa, ab 1942 Werner Hasselblatt
- Glasul Minorităților (Die Stimme der Minderheiten; La Voix des Minorités): erschien von 1923 bis 1942, zuerst in rumänischer Sprache, ab 1925 dreisprachig (je eine rumänische, französische und deutsche Ausgabe) als 12-seitige Zeitschrift für Minderheiten im geteilten Banat; Redaktions- und Verlagssitz: Lugoj; Herausgeber: Jakabffy Elemér, später Verband der Magyaren in Rumänien
- Kulturwille (ab 1926 Kulturwehr): erschien von 1925 bis 1939 monatlich 1 × als eine 12-seitige Zeitschrift zweisprachig mit polnischen und dänischen Artikeln für Minderheiten in Deutschland; Redaktions- und Verlagssitz: Berlin; Herausgeber: Stanislaus Graf von Sierakowski, Jan Skala, ab 1935 Verband der nationalen Minderheiten in Deutschland
- Natio: erschien viersprachig (je eine polnische, deutsche, französische und englische Ausgabe) 1 × monatlich ab 1927 für alle Minderheiten in Polen, wurde im Frühjahr 1929 von polnischer Regierung verboten; Redaktions- und Verlagssitz: Warschau; Herausgeber: Michael Czerkowski (ukrainischer Abgeordneter), Jitzchak Gruenbaum (jüdischer Abgeordneter), Erwin Hasbach (deutscher Abgeordneter), Fabian Jeremicz (weißrussischer Abgeordneter), Daniel Olseyko (litauischer Abgeordneter) vom Verband der nationalen Minderheiten in Polen
- Sprawy Narodowościowe (dt. Angelegenheiten der Nationalitäten): erschien in polnischer Sprache als mehrseitiges Heft 1 × im Quartal von 1927 bis 1939 in allen europäischen Ländern mit polnischen Minderheiten; Redaktions- und Verlagssitz: Warschau; Herausgeber: Stanisława J. Paprockiego vom Instytutu Badań Spraw Narodowościowych (dt. Institut zur Erforschung der Nationalitäten)
- Bulletin du Comite des Delegations Juives (dt. Verlautbarung des jüdischen Delegationsausschusses): erschien in französischer Sprache als mehrseitiges Heft 1 × im Quartal von 1919 bis 1935, enthielt Informationen über die rechtliche Lage der Juden in den mittel- und osteuropäischen Staaten; Redaktions- und Verlagssitz: Paris; Herausgeber: Comité des Délégations Juives
- Magyar Kisebbség: erschien in ungarischer Sprache als 12-seitige Zeitschrift 2 × monatlich von 1922 bis 1942 für ungarische Minderheiten in Rumänien; Redaktions- und Verlagssitz: Lugoj; Herausgeber: Jakabffy Elemér, später Verband der Magyaren in Rumänien
- Rigasche Rundschau: erschien als deutschsprachige Tageszeitung von 1894 bis 1939; überstand als einziges Blatt im Baltikum den Ersten Weltkrieg; ab 1919 bekannteste Zeitung der deutschen Minderheit in Nordeuropa; hohe Bedeutung auch für Nachbarstaaten; Vertrieb europaweit; vom Ausland häufig als Quelle genutzt; Redaktions- und Verlagssitz: Riga; Herausgeber: ab 1919 Alfred Ruetz, Paul Schiemann, ab 1933 Verband der deutschen Volksgruppen in Europa

## Beurteilung
An der Entwicklung des ENK zeigt sich das allgemeine Dilemma der Minderheitenorganisationen, die auf der einen Seite legitime Lobbyarbeit betreiben, gleichzeitig aber leicht zu Werkzeugen von Machtinteressen werden können. So gehen auch die Beurteilungen der Arbeit des ENK weit auseinander: von der Würdigung des Beitrages zu Friedenspolitik und Völkerverständigung bis hin zur Verurteilung als ein reines revisionistisches Instrument verschiedener Regierungen.